# Pandroséion
Ne doit pas être confondu avec Pandrosion.
Le Pandroséion (grec ancien : Πανδρόσειον) est un sanctuaire de l'acropole d'Athènes. Il était dédié à Pandrose, fille de Cécrops, qui était considérée comme la première prêtresse de la déesse Athéna. Il était situé sur le côté nord du plateau de l'Acropole, lieu consacré aux mythes attiques, jouxtant l'Érechthéion à l'est et l'ancien temple d'Athéna au sud.
Il abritait une statue de Zeus Herkéios, protecteur de la terre, ainsi que le mythique olivier offert par Athéna à la cité d'Athènes après sa victoire sur Poséidon pour le contrôle de l'Attique.
Le monument était composé d'une cour rectangulaire partiellement entourée de murs. Les vestiges les plus anciens de l'époque mycénienne ont été découverts dans cette zone. En plus de la déesse de la rosée Pandrose (en grec ancien : Πανδρόσος, de δρόσος, la rosée), une autre déesse de la fertilité, Thallo (Θαλλώ, la porte-fleurs), était vénérée à cet endroit.

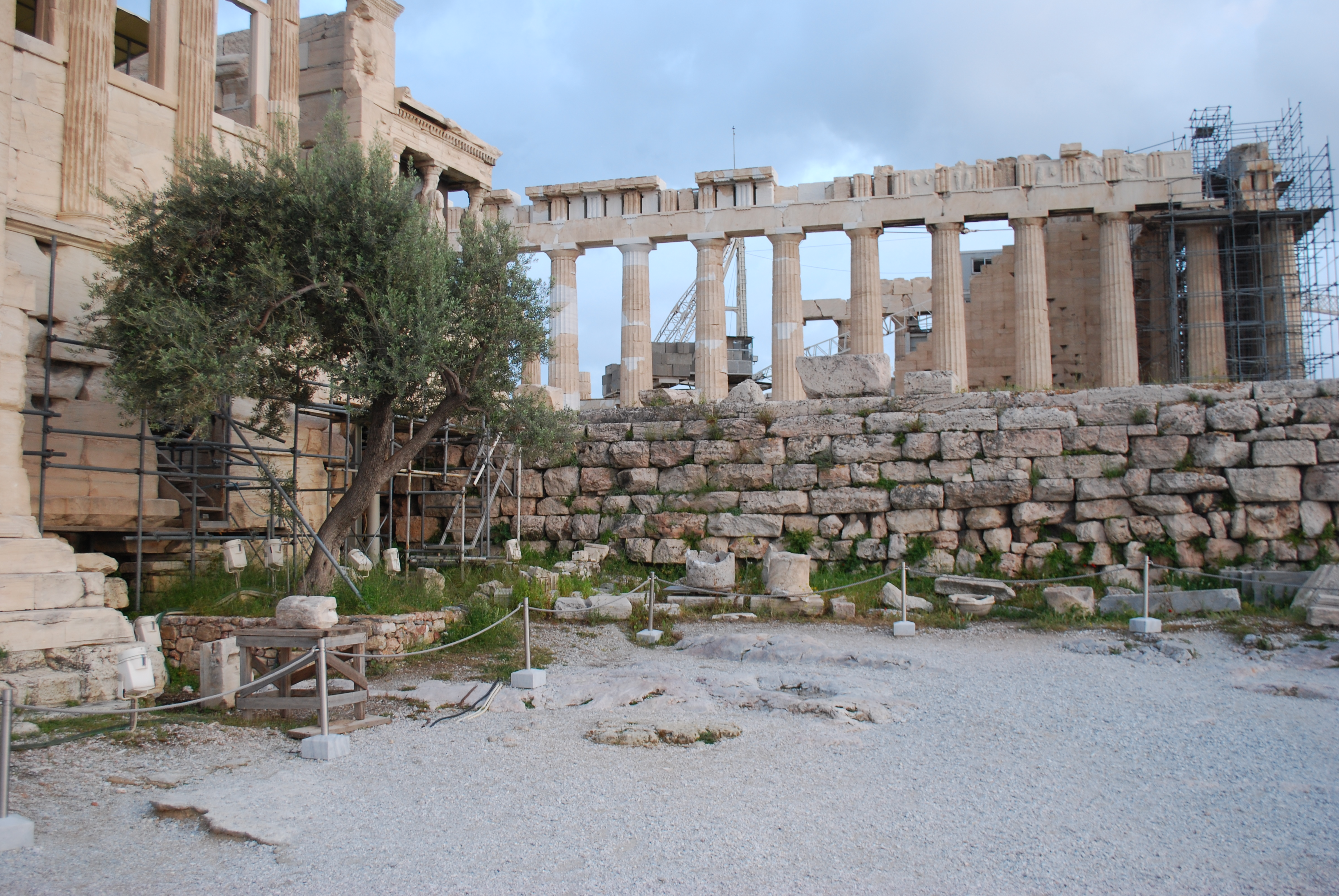
L'olivier, sur le téménos du Pandroséion.

## Description

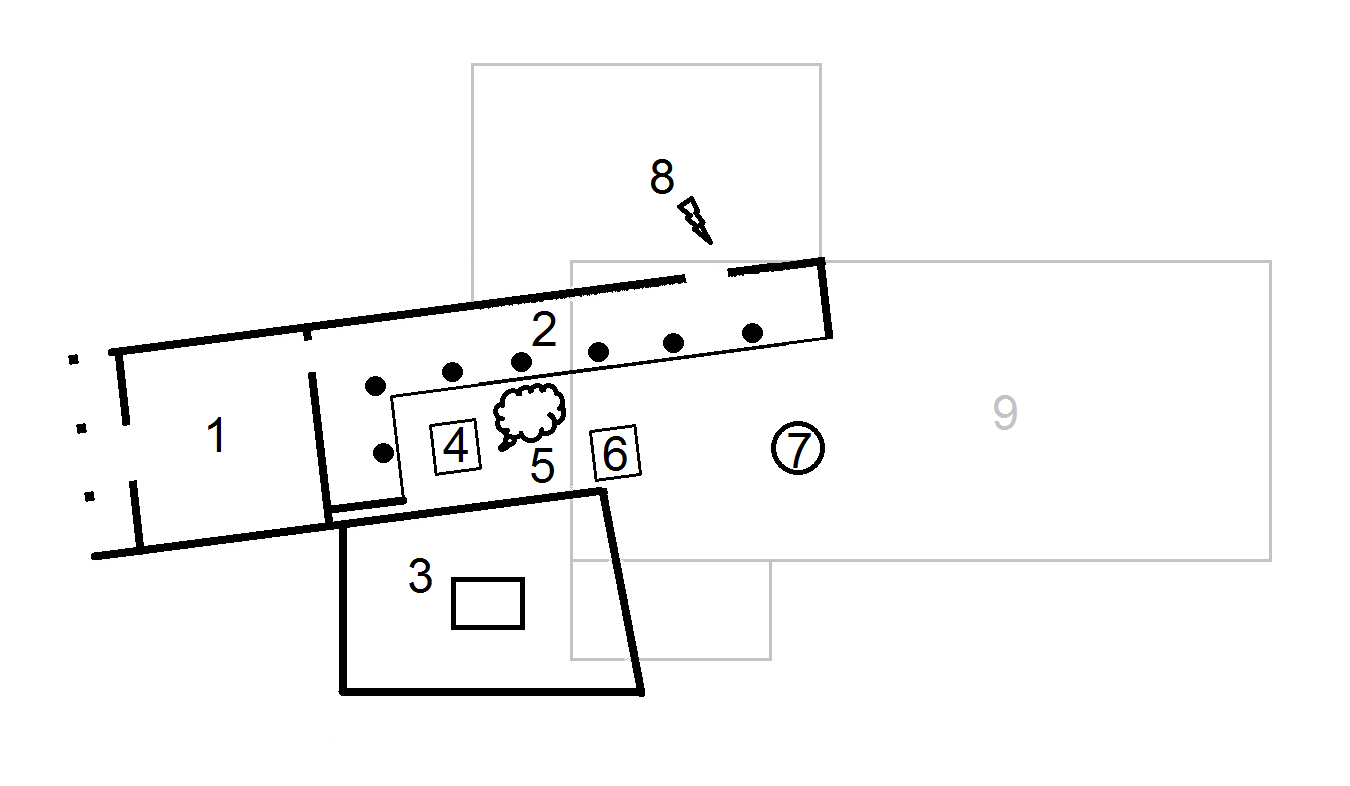
Plan du Pandroséion (1 = Temple de Pandrose - 2 = Stoa, 3 = Pandroséion / Cécropion, 4 = Autel de Zeus Herkéios, 5 = Olivier sacré, 6 = Thalassa, fille de Poséidon, 7 = Stomion, 8 = Trident de Poséidon, 9 = Emplacement du futur Erechthéion)

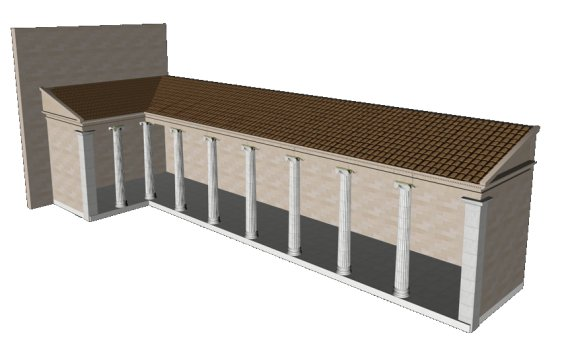
Reconstitution de la stoa du Pandroséion au

Le temple de Pandrose se dressait à l'ouest du téménos. C'était un bâtiment d'environ 6,50 × 6,50 m, dont presque rien ne subsiste aujourd'hui. Une porte arrière du temple conduisait à un portique en forme de L, d'ordre ionique, long d'environ 16 m, qui fermait la cour intérieure du sanctuaire à l'ouest et au nord. Dans la partie sud de la cour se trouvait la tombe de Cécrops Ier. À l'origine, elle était probablement recouverte d'un tertre funéraire. Plus tard, elle a été entourée d'un mur trapézoïdal.
Dans la cour intérieure se trouvait un autel de Zeus Herkéios (gardien de la maison). Ici se dressait également l'olivier sacré qui poussait à l'endroit où Athéna avait planté sa lance dans le sol. Lorsque le temple a été détruit par les Perses, en 480 avant J.-C., l'olivier a été brûlé, mais on dit que, dès le lendemain, il a produit une pousse de deux coudées de long. L'olivier a été interprété comme un symbole de l'invincibilité d'Athènes. Celui qui pousse aujourd'hui à cet endroit a été planté par la reine grecque Sophie de Prusse, vers 1900.
La position de la cavité dans laquelle l'eau salée s'est accumulée après qu'elle eut été frappée par le trident de Poséidon n'a pas pu être déterminée avec précision. On l'appelle aussi Mer salée de Poséidon, Mer salée d'Érechthée ou Érechthéis. La tombe d'Érechthée se trouvait dans la partie orientale du téménos. On dit que les serpents sacrés des montagnes se trouvaient là. La cour était délimitée au sud par le mur en terrasse de l'ancien temple d'Athéna. Une porte dans le mur arrière nord du portique menait au rocher portant la marque du trident, là où Poséidon aurait planté son trident dans le sol. Selon une autre tradition, les marques dans la roche ont été causées par le coup de foudre de Zeus lorsqu'il a tué Érechthée.
Le temple a été détruit en 480 avant J.-C. et bientôt reconstruit. Vers 421 avant J.-C. a débuté la construction de l'Érechthéion, dont la partie ouest est venu recouvrir la partie est du Pandroséion. Le téménos de Pandrose a été intégré au nouveau bâtiment et apparaît désormais comme faisant plutôt partie de l'Érechthéion. À cette époque, la cour intérieure du sanctuaire était pavée.